# Bill Auberlen
Bill Auberlen, né le 12 octobre 1968 à Redondo Beach (Californie), est un pilote automobile américain engagé en American Le Mans Series et Rolex Sports Car Series.

## Palmarès
- Championnat IMSA GT
  - Victoire au général à Laguna Seca en 1998[1]
  - Champion dans la catégorie GTS-3 en 1997
  - Victoire dans la catégorie GTS-3 aux 24 Heures de Daytona et 12 Heures de Sebring en 1997 puis aux 12 Heures de Sebring en 1998

- American Le Mans Series
  - Victoire dans la catégorie GT au Petit Le Mans 2001 et à Road Atlanta en 2005 puis 2009

- Rolex Sports Car Series
  - Champion dans la catégorie GT en 2002
  - Champion dans la catégorie SGS en 2004

- SCCA World Challenge
  - Champion dans la catégorie TC en 2003 et 2004

## Résultats aux 24 Heures du Mans
| Année | Voiture                  | Équipe                           | Équipiers                        | Résultat |
| ----- | ------------------------ | -------------------------------- | -------------------------------- | -------- |
| 1998  | McLaren F1 GTR           | Gulf Team Davidoff / EMKA Racing | Steve O'Rourke / Tim Sugden      | 4e       |
| 1999  | BMW V12 LM               | Price+Bscher                     | Thomas Bscher / Steve Soper      | 5e       |
| 2002  | Panoz LMP-1              | Panoz Motor Sports               | David Donohue / Gunnar Jeannette | Abandon  |
| 2005  | Panoz Esperante GT-LM    | Panoz Motor Sports               | Robin Liddell / Scott Maxwell    | Abandon  |
| 2013  | Aston Martin Vantage GTE | Aston Martin Racing              | Paul Dalla Lana / Pedro Lamy     | Abandon  |